# Sylvain Lefebvre
Pour les articles homonymes, voir Lefebvre.
Sylvain Lefebvre (né le 14 octobre 1967 à Richmond, dans la province de Québec, au Canada) est un joueur professionnel de hockey sur glace devenu entraîneur.

## Carrière de joueur
Il commence sa carrière en 1984 avec le Titan de Laval en LHJMQ. En 1986, il rejoint les Canadiens de Sherbrooke en Ligue américaine de hockey. En 1989, il débute avec les Canadiens de Montréal en Ligue nationale de hockey. Il joue dans cette ligue jusqu'en 2002 et porte les couleurs des Maple Leafs de Toronto, des Nordiques de Québec, l'Avalanche du Colorado, des Rangers de New York. En 2003, il joue sa dernière saison professionnelle avec le SC Bern en Ligue nationale A.
Sylvain Lefebvre a soulevé la coupe Stanley en 1996 dans l'uniforme de l'Avalanche du Colorado.

## Statistiques
| Saison     | Équipe                  | Ligue      |     | Saison régulière | Saison régulière | Saison régulière | Saison régulière | Saison régulière |   | Séries éliminatoires | Séries éliminatoires | Séries éliminatoires | Séries éliminatoires | Séries éliminatoires |
| Saison     | Équipe                  | Ligue      | PJ  | B                | A                | Pts              | Pun              | PJ               | B | A                    | Pts                  | Pun                  |                      |                      |
| 1984-1985  | Titan de Laval          | LHJMQ      | 66  | 7                | 5                | 12               | 31               |                  |   |                      |                      |                      |                      |                      |
| 1985-1986  | Titan de Laval          | LHJMQ      | 71  | 8                | 17               | 25               | 48               | 14               | 1 | 0                    | 1                    | 25                   |                      |                      |
| 1986-1987  | Titan de Laval          | LHJMQ      | 70  | 10               | 36               | 46               | 44               | 15               | 1 | 6                    | 7                    | 12                   |                      |                      |
| 1986-1987  | Canadiens de Sherbrooke | LAH        |     |                  |                  |                  | --               | 1                | 0 | 0                    | 0                    | 0                    |                      |                      |
| 1987-1988  | Canadiens de Sherbrooke | LAH        | 79  | 3                | 24               | 27               | 73               | 6                | 2 | 3                    | 5                    | 4                    |                      |                      |
| 1988-1989  | Canadiens de Sherbrooke | LAH        | 77  | 15               | 32               | 47               | 119              | 6                | 1 | 3                    | 4                    | 4                    |                      |                      |
| 1989-1990  | Canadiens de Montréal   | LNH        | 68  | 3                | 10               | 13               | 61               | 6                | 0 | 0                    | 0                    | 2                    |                      |                      |
| 1990-1991  | Canadiens de Montréal   | LNH        | 63  | 5                | 18               | 23               | 30               | 11               | 1 | 0                    | 1                    | 6                    |                      |                      |
| 1991-1992  | Canadiens de Montréal   | LNH        | 69  | 3                | 14               | 17               | 91               | 2                | 0 | 0                    | 0                    | 2                    |                      |                      |
| 1992-1993  | Maple Leafs de Toronto  | LNH        | 81  | 2                | 12               | 14               | 90               | 21               | 3 | 3                    | 6                    | 20                   |                      |                      |
| 1993-1994  | Maple Leafs de Toronto  | LNH        | 84  | 2                | 9                | 11               | 79               | 18               | 0 | 3                    | 3                    | 16                   |                      |                      |
| 1994-1995  | Nordiques de Québec     | LNH        | 48  | 2                | 11               | 13               | 17               | 6                | 0 | 2                    | 2                    | 2                    |                      |                      |
| 1995-1996  | Avalanche du Colorado   | LNH        | 75  | 5                | 11               | 16               | 49               | 22               | 0 | 5                    | 5                    | 12                   |                      |                      |
| 1996-1997  | Avalanche du Colorado   | LNH        | 71  | 2                | 11               | 13               | 30               | 17               | 0 | 0                    | 0                    | 25                   |                      |                      |
| 1997-1998  | Avalanche du Colorado   | LNH        | 81  | 0                | 10               | 10               | 48               | 7                | 0 | 0                    | 0                    | 4                    |                      |                      |
| 1998-1999  | Avalanche du Colorado   | LNH        | 76  | 2                | 18               | 20               | 48               | 19               | 0 | 1                    | 1                    | 12                   |                      |                      |
| 1999-2000  | Rangers de New York     | LNH        | 82  | 2                | 10               | 12               | 43               |                  |   |                      |                      |                      |                      |                      |
| 2000-2001  | Rangers de New York     | LNH        | 71  | 2                | 13               | 15               | 55               |                  |   |                      |                      |                      |                      |                      |
| 2001-2002  | Wolf Pack de Hartford   | LAH        | 15  | 0                | 5                | 5                | 11               |                  |   |                      |                      |                      |                      |                      |
| 2001-2002  | Rangers de New York     | LNH        | 41  | 0                | 5                | 5                | 23               |                  |   |                      |                      |                      |                      |                      |
| 2002-2003  | Rangers de New York     | LNH        | 35  | 0                | 2                | 2                | 10               |                  |   |                      |                      |                      |                      |                      |
| 2003-2004  | CP Berne                | LNA        | 11  | 2                | 4                | 6                | 14               | 15               | 0 | 6                    | 6                    | 44                   |                      |                      |
| Totaux LNH | Totaux LNH              | Totaux LNH | 945 | 30               | 154              | 184              | 674              | 129              | 4 | 14                   | 18                   | 101                  |                      |                      |

## Carrière d'entraîneur
Il débute en 2007 comme entraîneur adjoint de Joe Sacco chez les Monsters du lac Érié en Ligue américaine de hockey, club-école de l'Avalanche du Colorado. En 2009, ils sont nommés à la tête de l'Avalanche.
Le 13 juin 2012, il est nommé entraîneur-chef des Bulldogs de Hamilton, club-école des Canadiens de Montréal. Il remplace Clément Jodoin.
En juin 2024, Sylvain Lefebvre a remporté la coupe Stanley en tant qu'entraîneur adjoint des Panthers de la Floride. D'ailleurs, il a apporté le fameux trophée dans son patelin des Cantons-de-l'Est.